# Mitja Ilenič
Mitja Ilenič, né le 26 décembre 2004 en Slovénie, est un footballeur international slovène qui joue au poste d'arrière droit au New York City FC.

## Biographie

### En club
Né en Slovénie, Mitja Ilenič commence le football au NK Bela Krajina avant de rejoindre le NK Domžale. Il joue initialement en tant qu'attaquant mais est repositionné arrière droit durant sa formation.
Ilenič joue son premier match en professionnel avec ce club, le 22 mai 2021, lors d'une rencontre de championnat face au NK Aluminij. Il est titularisé et les deux équipes se neutralisent (1-1 score final).
Le 20 mars 2022, Ilenič inscrit son premier but en professionnel lors d'une rencontre de championnat face au NK Olimpija Ljubljana. Titulaire, il marque le but égalisateur de son équipe (1-1 score final).
Le 4 janvier 2023, Mitja Ilenič s'engage en faveur du New York City FC. Il signe un contrat courant jusqu'en décembre 2026, plus une année supplémentaire en option.

### En sélection
Mitja Ilenič joue son premier match avec l'équipe de Slovénie espoirs le 25 mars 2022 contre le Kosovo. Il est titularisé et les deux équipes se neutralisent (0-0 score final).
Mitja Ilenič honore sa première sélection avec l'équipe nationale de Slovénie le 20 janvier 2024, lors d'un match contre les États-Unis. Il entre en jeu à la place de Jan Repas et son équipe s'impose par un but à zéro,.